# Akvadukt Engine Arm
Akvadukt Engine Arm nedaleko Smethwicku v anglickém hrabství West Midlands byl postaven v roce 1825 Thomasem Telfordem pro přivaděč vody Engine Arm z nádrže Edgbaston přes Birminghamský kanál New Main Line do přilehlého a souběžného kanálu Old Main Line. Akvadukt udržuje společnost Canal & River Trust. V roce 2007 byl zařazen na seznam památek (Scheduled Ancient Monument) a je chráněnou památkou stupně II*.

## Popis
Most je litinová oblouková konstrukce o rozpětí 16 m tvořená pěti žebry, z nichž každé je složeno ze čtyř částí se šroubovými spoji. Žebra jsou navzájem spojena příčnými pruty a jsou upevněna ke zděným opěrám. Tři středová žebra podpírají litinové koryto, které je široké 2,4 m, a krajní žebra podpírají vlečné chodníky o šířce 1,32 m a vzpěry, které jsou připojeny k bokům koryta. Podpěra vlečných chodníků je tvořena arkádou gotických oblouků s kanelovanými sloupky a čtyřlístkovými otvory nad nimi. Kovové zábradlí je ukončeno ve zděných osmibokých pilířích, které jsou zakončené osmibokými římsami. Východní vlečná stezka určená pro koně je dlážděna cihlami se zvýšenými pásy. Na jižní straně vlečné stezky stoupají z úrovně akvaduktu přes most. Stoupající části mají hladké římsy. Železná konstrukce byla odlita v Horseley Ironworks v Tiptonu, kde byla vyrobena většina mostů Thomase Telforda.

## Galerie

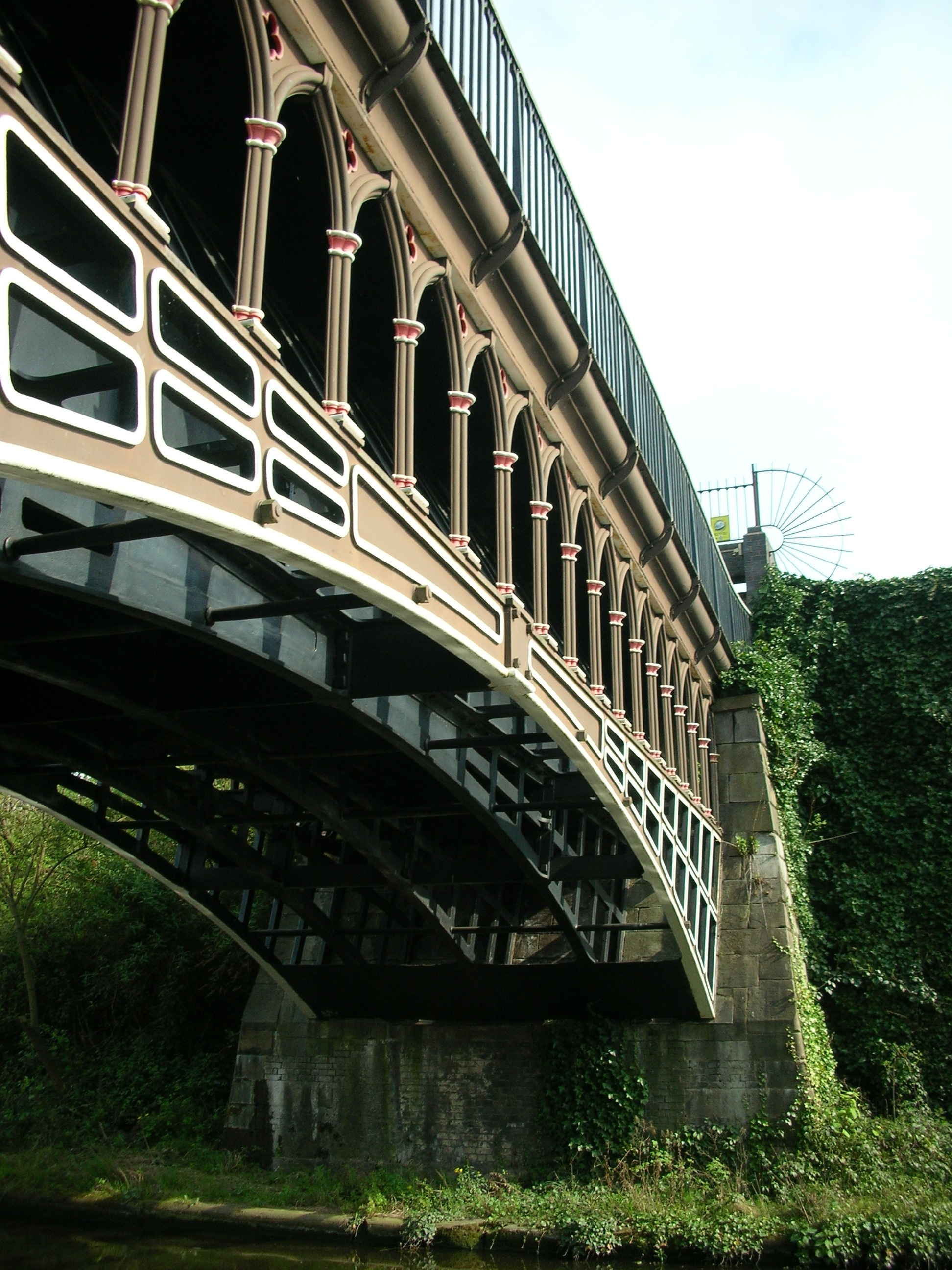
Ukotvení do opěry
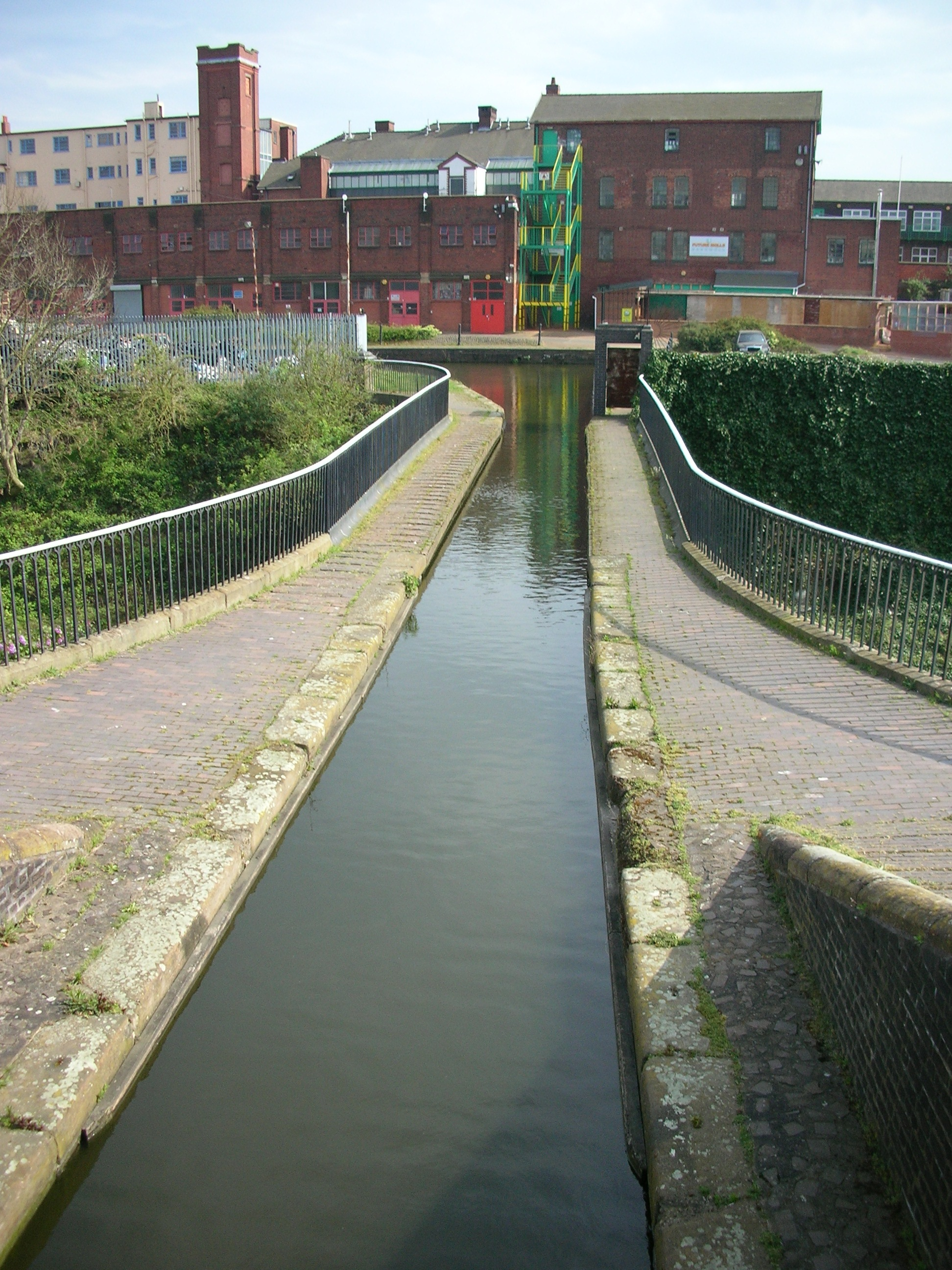
Akvadukt s vlečnými stezkami
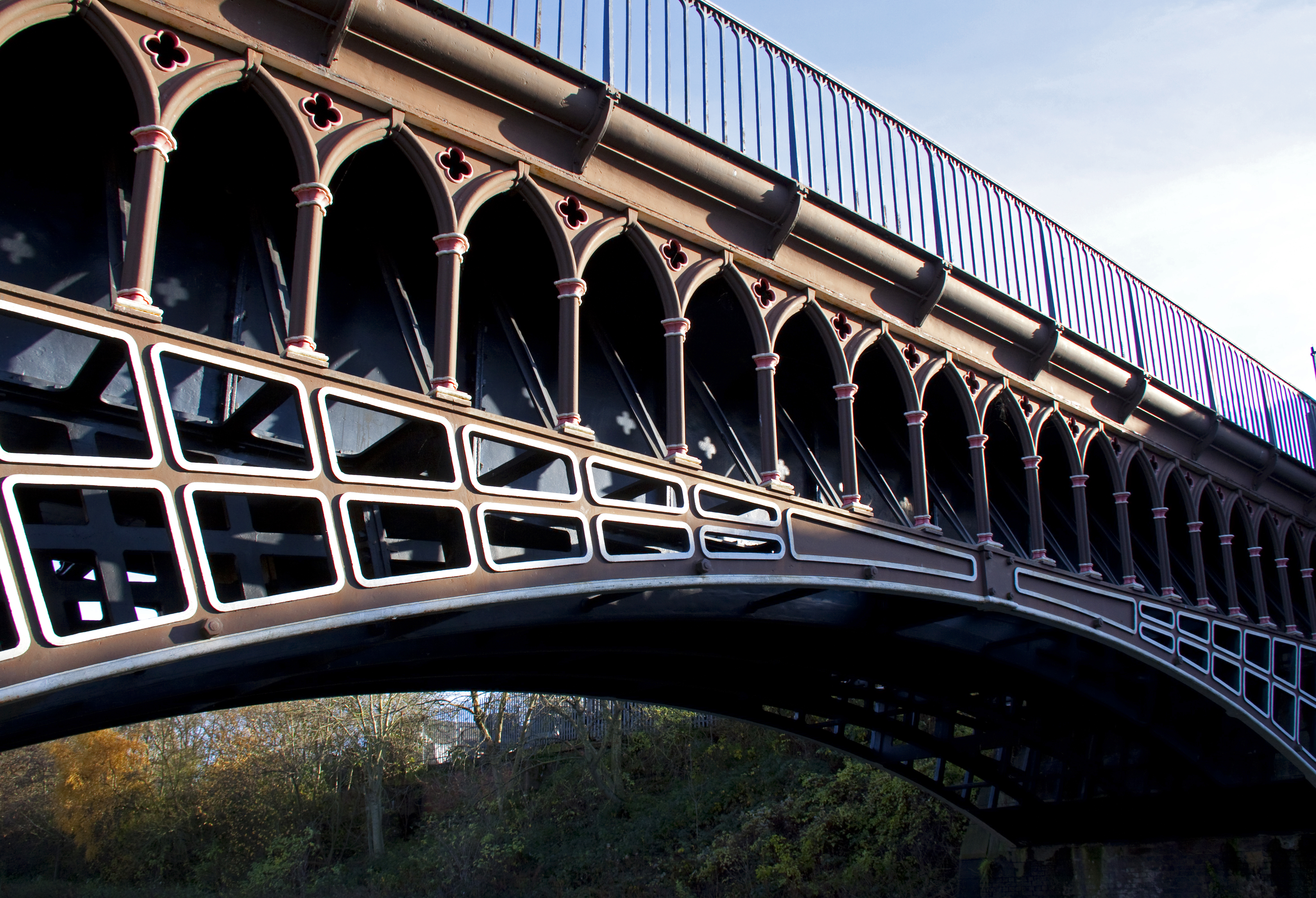
Oblouk akvaduktu
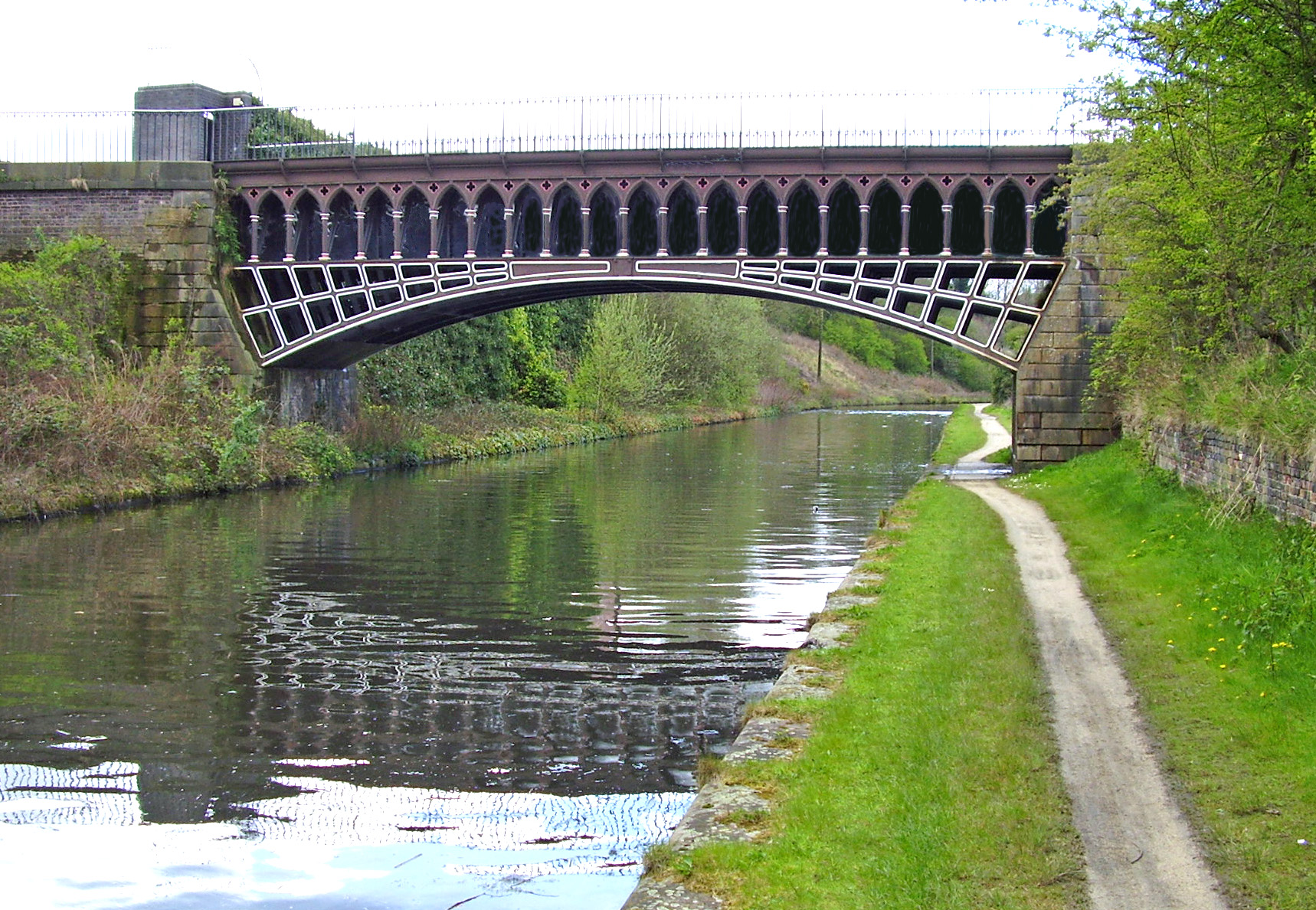
Akvadukt nad BCN New Main Line
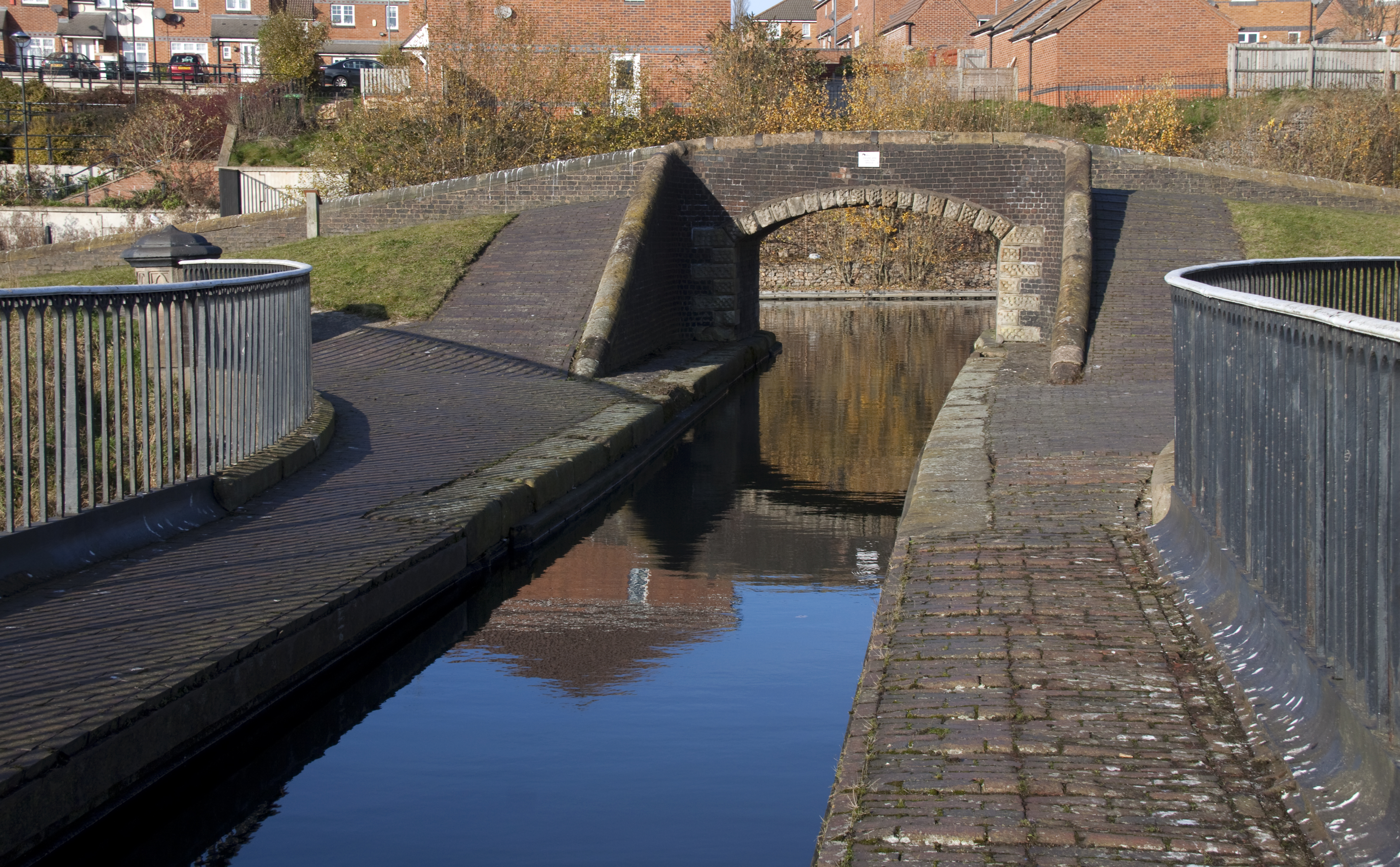
Jižní konec akvaduktu